# Volby 2002
V roce 2002 se konaly tyto volby:

## Leden
- 17. ledna:  Gambie, parlamentní
- 18. ledna:  Nizozemské Antily, parlamentní
- 20. ledna:  Konžská republika, referendum
- 30. ledna:  Bolívie, parlamentní

## Únor
- 3. února:  Kostarika, prezidentské (1. kolo) a parlamentní
- 24. února:  Laos, parlamentní
- 27. února:  Bahamy, referendum

## Březen
- 3. března:  Svatý Tomáš a Princův ostrov, parlamentní
- 3. března:  Švýcarsko, referendum
- 6. března:  Irsko, referendum
- 9. března:  Zimbabwe, prezidentské
- 10. března:  Konžská republika, prezidentské a parlamentní
- 10. března:  Kolumbie, parlamentní
- 17. března:  Portugalsko, parlamentní
- 31. března:  Ukrajina, parlamentní

## Duben
- 7. dubna:  Kostarika, prezidentské (1. kolo)
- 7. dubna:  Maďarsko, parlamentní (1. kolo)
- 14. dubna:  Východní Timor, prezidentské
- 14. dubna:  Komory, prezidentské
- 21. dubna:  Francie, prezidentské (1. kolo)
- 21. dubna:  Čad, parlamentní
- 21. dubna:  Maďarsko, parlamentní (2. kolo)
- 28. dubna:  Mali, prezidentské (1. kolo)
- 30. dubna:  Vanuatu, parlamentní
- 30. dubna:  Pákistán, referendum

## Květen
- 2. května:  Bahamy, parlamentní
- 5. května:  Francie, prezidentské (2. kolo)
- 5. května:  Burkina Faso, parlamentní
- 12. května:  Mali, prezidentské (2. kolo)
- 14. května:  Sierra Leone, prezidentské a parlamentní
- 15. května:  Nizozemsko, parlamentní
- 16. května:  Dominikánská republika, parlamentní
- 18. května:  Irsko, parlamentní
- 19. května:  Vietnam, parlamentní
- 25. května:  Lesotho, parlamentní
- 26. května:  Kolumbie, prezidentské
- 30. května:  Alžírsko, parlamentní

## Červen
- 2. června:  Švýcarsko, referendum
- 9. června:  Francie, parlamentní (1. kolo)
- 14. a 15. června:  Česko, sněmovní
- 15. června:  Papua Nová Guinea, parlamentní
- 16. června:  Francie, parlamentní (2. kolo)
- 23. června:  Kamerun, parlamentní
- 24. června:  Konžská republika, parlamentní (2. kolo)
- 30. června:  Bolívie, prezidentské
- 30. června:  Guinea, parlamentní

## Červenec
- 14. července:  Mali, parlamentní
- 25. července:  Tuvalu, parlamentní
- 27. července:  Nový Zéland, parlamentní

## Srpen
- 15. srpna:  Švédsko, parlamentní
- 24. srpna:  Ázerbájdžán, referendum
- 27. srpna:  Mikronésie, referendum

## Září
- 2. září:  Švýcarsko, referendum
- 15. září:  Makedonie, parlamentní
- 20. a 21. září:  Slovensko, parlamentní
- 22. září:  Německo, parlamentní
- 27. září:  Maroko, parlamentní
- 29. září:  Srbsko, prezidentské (1. kolo)

## Říjen
- 5. října:  Bosna a Hercegovina, prezidentské a parlamentní
- 5. října:  Lotyšsko, parlamentní
- 6. října:  Brazílie, prezidentské (1. kolo) a parlamentní
- 7. října:  Trinidad a Tobago, parlamentní
- 10. října:  Pákistán, parlamentní
- 13. října:  Srbsko, prezidentské (2. kolo)
- 15. října:  Irák, referendum
- 16. října:  Jamajka, parlamentní
- 19. října:  Irsko, referendum
- 20. října:  Ekvádor, prezidentské (1. kolo) a parlamentní
- 20. října:  Černá Hora, parlamentní
- 24. října:  Bahrajn, parlamentní
- 24. a 26. října:  Česko, senátní (1. kolo)
- 27. října:  Brazílie, prezidentské (2. kolo)
- 27. října:  Togo, parlamentní

## Listopad
- 1. a 2. listopadu:  Česko, senátní (2. kolo)
- 1. a 2. listopadu:  Česko, komunální
- 3. listopadu:  Turecko, parlamentní
- 5. listopadu:  Spojené státy americké, parlamentní
- 7. listopadu:  Gibraltar, referendum
- 10. listopadu:  Slovinsko, prezidentské (1. kolo)
- 24. listopadu:  Ekvádor, prezidentské (2. kolo)
- 24. listopadu:  Rakousko, parlamentní
- 29. listopadu:  Kiribati, parlamentní

## Prosinec
- 1. prosinec:  Slovinsko, prezidentské (2. kolo)
- 4. prosinec:  Seychely, parlamentní
- 6. a 7. prosince:  Slovensko, komunální
- 8. prosinec:  Srbsko, prezidentské (3. kolo)
- 15. prosinec:  Rovníková Guinea, prezidentské
- 15. prosinec:  Madagaskar, parlamentní
- 19. prosinec:  Jižní Korea, prezidentské
- 22. prosinec:  Litva, prezidentské (1. kolo)
- 22. prosinec:  Černá Hora, prezidentské (1. kolo)
- 24. prosinec:  Pitcairnovy ostrovy, parlamentní
- 27. prosinec:  Keňa, prezidentské a parlamentní